# Albert Ammons
Albert Clifton Ammons (23. září 1907, Chicago, Illinois, Spojené státy — 2. prosince 1949, tamtéž) byl americký pianista. Žánrově hrál boogie-woogie, blues a jazz. Byl populární ve 30. a 40. letech 20. století.

## Diskografie

### Alba
| Datum vydání | Album                             | Vydavatel         |
| ------------ | --------------------------------- | ----------------- |
| 1948         | King of Boogie Woogie (1939-1949) | Blues Classics    |
| 1951         | Boogie Woogie Classics            | Blue Note Records |
| 1992         | The First Day                     | Blue Note         |
| 2004         | The Boogie Woogie Trio, Vols. 1-2 | Storyville        |